# Sopwith Dragon
El Sopwith Dragon fue un biplano de caza monoplaza británico desarrollado a partir del Sopwith Snipe.

## Diseño y desarrollo

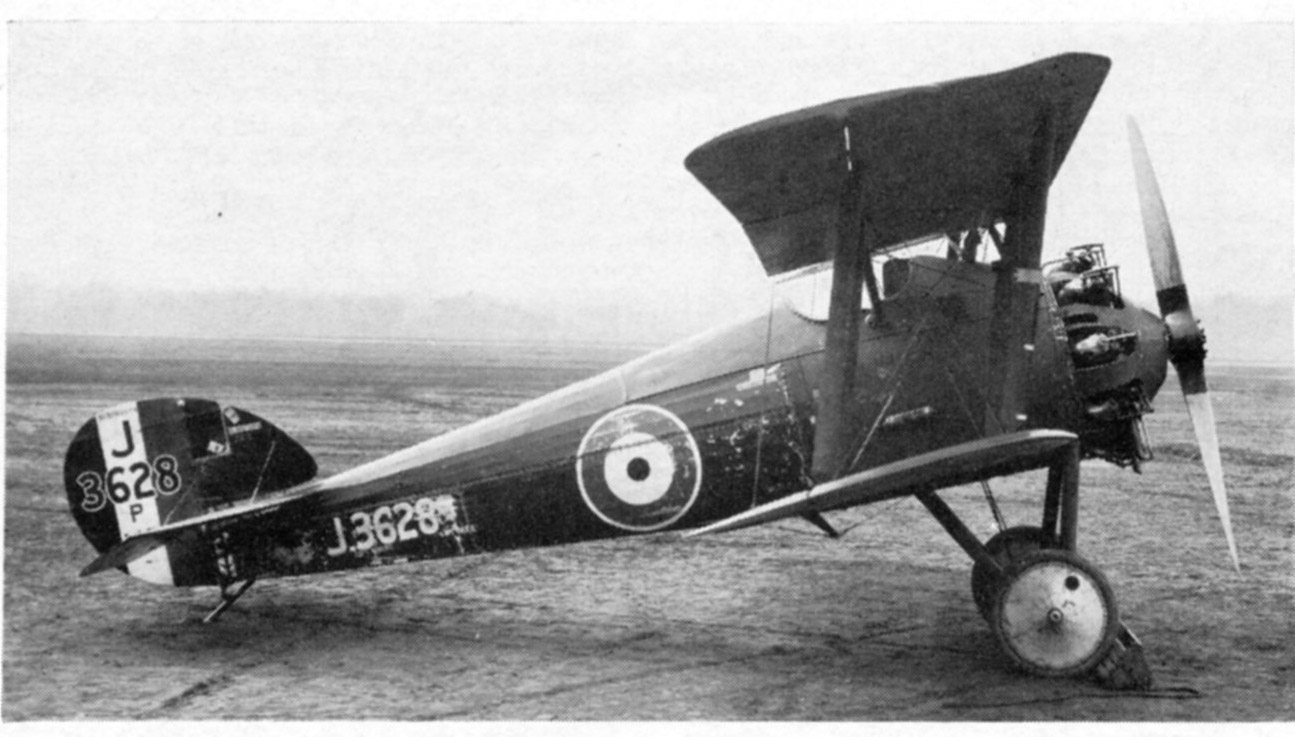
Sopwith Dragon siendo sometido a pruebas en McCook Field.

En abril de 1918, el sexto prototipo del Snipe fue equipado con un motor radial ABC Dragonfly I de 239 kW (320 hp). Para compensar el mayor peso del Dragonfly, el fuselaje fue alargado en 56 cm.
El prototipo sufrió defectos persistentes en el sistema de encendido, pero las prestaciones eran alentadores cuando el motor Dragonfly funcionaba correctamente. En junio de 1918, la Real Fuerza Aérea emitió un contrato por 30 Snipe con motor Dragonfly, que posteriormente fueron renombrados Dragon. A finales de noviembre de 1918, la RAF canceló un pedido de producción de 300 Snipe y reencargó los aviones como Dragon.
Un segundo prototipo fue equipado con el más grande motor ABC Dragonfly IA de 268 kW (360 hp). Este avión no comenzó las pruebas oficiales en Martlesham Heath hasta febrero de 1919. Alcanzó una velocidad máxima de 240 km/h a nivel del mar y un techo de vuelo de 7600 m (25 000 pies).
Sopwith construyó aproximadamente 200 fuselajes del Dragon, que fueron almacenados en espera de la entrega de sus motores. Las dificultades con el Dragonfly finalmente resultaron imposibles de resolver. Sólo unos pocos aviones se completaron con motores Dragonfly y ninguno se entregó a los escuadrones. El Dragon fue finalmente declarado obsoleto en abril de 1923.

## Operadores
Reino Unido
- Real Fuerza Aérea

## Especificaciones
Referencia datos: War Planes of the First World War: Volume Three Fighters

### Características generales
- Tripulación: Uno (piloto)
- Longitud: 6,6 m (21,8 ft)
- Envergadura: 9,5 m (31,1 ft)
- Altura: 2,9 m (9,5 ft)
- Superficie alar: 25,2 m² (271,3 ft²)
- Peso cargado: 967 kg (2131,3 lb)
- Planta motriz: 1× motor radial de 9 cilindros refrigerado por aire ABC Dragonfly IA.
  - Potencia: 268 kW (369 HP; 364 CV)
- Hélices: Bipala de paso fijo

### Rendimiento
- Velocidad máxima operativa (Vno): 240 km/h (149 MPH; 130 kt)
- Techo de vuelo: 7600 m (24 934 ft)

### Armamento
- Ametralladoras: 

  - 2x Vickers de 7,7 mm fija frontal

## Aeronaves relacionadas

### Desarrollos relacionados
- Sopwith Snipe
- Sopwith Salamander